# اللجنة المركزية لتوجيه بناء الحضارة الروحية
اللجنة المركزية لتوجيه بناء الحضارة الروحية (بالصينية: 中央精神文明建设指导委员会)، والمعروفة أيضًا باسم اللجنة المركزية لارشاد التقدم الثقافي والأخلاقي، هي لجنة تابعة للجنة المركزية للحزب الشيوعي الصيني مهمتها الاهتمام بالجهود التعليمية في بناء «الحضارة الروحية» على أساس الاشتراكية والسعي لبناء مجتمع متناغم في الصين، وفقًا لسياسة الحزب الشيوعي الصيني الرسمية.
تأسست اللجنة في 21 أبريل 1997. باعتبارها واحدة من أهم الهيئات التوجيهية الفكرية للحزب الشيوعي الصيني وجمهورية الصين الشعبية، حيث أنها تسيطر على انتشار الدعاية السياسية والإشاعات والنشر الفكري على الصعيد الوطني، متداخلة بهذا في عملها مع هيئة أخرى مماثلة وهي اللجنة المركزية الرئيسية للدعاية السياسية والايدولوجيات.  وتترأس اللجنة الدائمة للمكتب السياسي للحزب الشيوعي الصيني كلا من اللجنة المركزية لتوجيه بناء الحضارة الروحية واللجنة المركزية الرئيسية للدعاية السياسية والايدولوجيات في الأمور المسؤولة عن الدعاية السياسية، وتكون قادرة على نقض قرارات قسم الدعاية في الحزب الشيوعي الصيني.
يشغل السياسي رفيع المستوى في الحزب الشيوعي الصيني وانغ هونينغ حاليًّا منصب رئيس مجلس الإدارة، والسياسي الصيني هوانغ كونمينغ كنائب رئيس اللجنة.

## رؤساء اللجنة
1. دينج جوانجين (1997-2002)
2. لي تشانج شون (2002-2013)
3. ليو يون شان (2013-2017)
4. وانغ هونينغ (2017 إلى الوقت الحاضر)